# Aneby
För andra betydelser, se Aneby (olika betydelser).
Aneby är en tätort i Småland och centralort i Aneby kommun i Jönköpings län. Av kommunens cirka 6 500 invånare bor ungefär hälften i centralorten. Orten ligger på Småländska höglandet, 45 km öster om Jönköping, mellan Eksjö och Tranås nära Riksväg 32.  Genom tätorten rinner Svartån, vilket i orten bildar södra Sveriges högsta vattenfall, Stalpets vattenfall, som är 20 meter högt.

## Historia

### Tidig historia
Arkeologiska fynd gjorda runtomkring Aneby (däribland Lommaryd, Askeryd och Frinnaryd) indikerar att samhället har befolkats redan under stenåldern. Gravar från bronsåldern och järnåldern har även identifierats i området. Dock anses bebyggelsen före 1906 att vara högst begränsad, med undantag för järnvägen som kom till 1873-1874. 1907 räknas allmänt som året då Aneby grundades.

### Samhället grundas
1874, året då järnvägssträckan Aneby-Nässjö kom till fanns en kyrkby kring Bredestads kyrka. Här fanns en skola, ett fattighus och ett antal gårdar, däribland Aneby gård. 1906 blev gården såld till godsägaren Anders Petter Andersson, som anses ha tillfört mycket till Anebys utveckling. Markområdet som följde med Aneby gård styckade nämligen Andersson upp i mindre delar som han sålde av, något som den tidigare ägaren Johan Axel Schreiber vägrade göra. A P Andersson stakade också upp kvarter och gator. Fram till 1920 byggdes 140 lägenheter och fyra år senare blev Aneby klassat som ett municipalsamhälle. Från år 1920 och framåt fortsatte utvecklingen stadigt och varje år startades minst ett nytt företag fram till 1950-talet, däribland ett slakteri, bilverkstad och bryggeri. Bland dessa nya byggnationer tillkom även ortens första vattenverk år 1934, men 1937 sade kommunens beslutande organ temporärt nej till fler byggnader. Vid denna tidpunkt hade Aneby cirka 40 bostadslägenheter och ett antal affärslokaler.

### Modern tid
Året var 1966 då Hullaryds och Bredestads kommuner valde att gå samman för att bilda Aneby kommun, vilket innebar slutet för Anebys municipalsamhälle. Under 1960-talet blev Aneby känt som platsen där doktor Elis Sandberg startade en klinik för cancerpatienter som han behandlade med naturmedlet THX. Kliniken stängde år 2000, elva år efter Sandbergs död.
Prognosen som utkom år 1978 för befolkningsutvecklingen pekade på att kommunen skulle nå 6 975 invånare år 1990, vilket visade sig vara en underskattning då kommunen nådde en folkmängd på 7 159 människor. Denna trend i befolkningsökning visade sig dock vända och år 2015 har kommunen 6 521 invånare.

## Befolkningsutveckling
| Befolkningsutvecklingen i Aneby 1960–2020 | Befolkningsutvecklingen i Aneby 1960–2020 | Befolkningsutvecklingen i Aneby 1960–2020 | Befolkningsutvecklingen i Aneby 1960–2020 | Befolkningsutvecklingen i Aneby 1960–2020 |
| ----------------------------------------- | ----------------------------------------- | ----------------------------------------- | ----------------------------------------- | ----------------------------------------- |
|                                           |                                           |                                           |                                           |                                           |
| År                                        |                                           |                                           | Folkmängd                                 | Areal (ha)                                |
| 1960                                      | 1960                                      |                                           | 1 974                                     |                                           |
| 1965                                      | 1965                                      |                                           | 2 327                                     |                                           |
| 1970                                      | 1970                                      |                                           | 2 540                                     |                                           |
| 1975                                      | 1975                                      |                                           | 2 931                                     |                                           |
| 1980                                      | 1980                                      |                                           | 3 362                                     |                                           |
| 1990                                      | 1990                                      |                                           | 3 720                                     | 337                                       |
| 1995                                      | 1995                                      |                                           | 3 755                                     | 337                                       |
| 2000                                      | 2000                                      |                                           | 3 412                                     | 339                                       |
| 2005                                      | 2005                                      |                                           | 3 374                                     | 339                                       |
| 2010                                      | 2010                                      |                                           | 3 367                                     | 337                                       |
| 2015                                      | 2015                                      |                                           | 3 496                                     | 404                                       |
| 2020                                      | 2020                                      |                                           | 3 668                                     | 408                                       |
|                                           |                                           |                                           |                                           |                                           |

## Geografi
Området ligger i Småländska höglandets norra sluttning och vilar på berggrund av urberg och sandsten,. Svartån är det viktigaste vattendraget i området, dels för att det anses bidragit till Anebys tillväxt dels för att det bildar det lokalt kända vattenfallet Stalpets vattenfall med en fallhöjd på 20 meter, vilket är södra Sveriges högsta.

## Kommunikationer

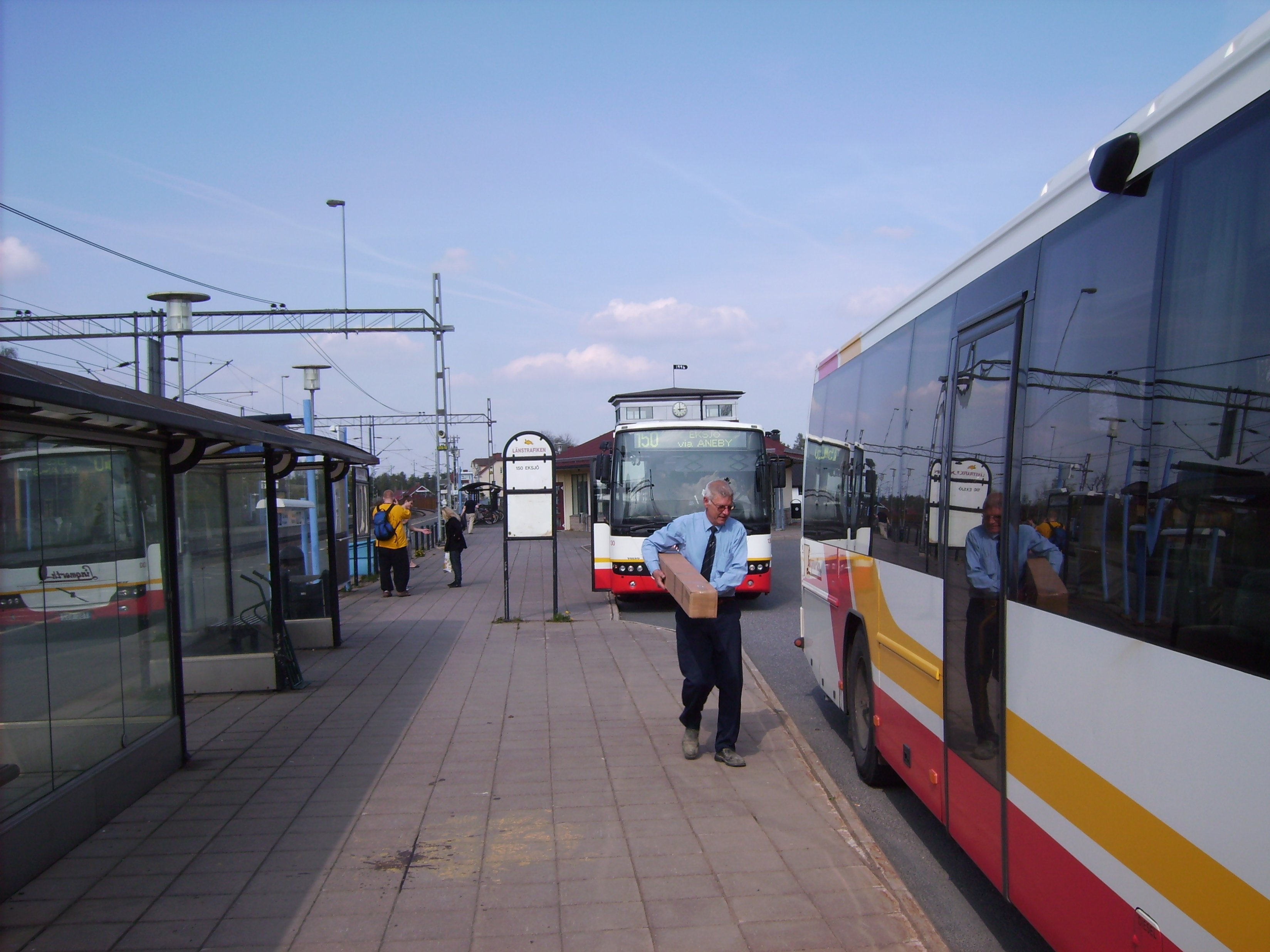
Aneby buss- och järnvägsstation.

### Vägar
Aneby ligger intill där länsväg 132 möter riksväg 32. Körtiden till Jönköping är cirka 35 minuter och 25 minuter till Tranås, Eksjö och Nässjö.

### Buss
Aneby har ett flertal bussavgångar om dagen som tar de resande runtom i regionen.
| Linje | Sträckning                                            |
| ----- | ----------------------------------------------------- |
| 124   | Aneby - Jönköping                                     |
| 150   | Tranås - Sunhultsbrunn - Aneby - Eksjö                |
| 160   | Aneby - Hullaryd - Frinnaryd - Sunhultsbrunn - Tranås |

### Järnväg
1874 byggdes Södra stambanan genom Aneby. Idag trafikeras Aneby Resecentrum av Krösatågen och linjen som stannar i Aneby erbjuder en direkt förbindelse till Tranås, Nässjö och Jönköping, samt med byten till andra lokaltåg och fjärrtåg i framförallt Nässjö.

## Näringsliv
Aneby har sedan dess tillkomst haft en lång historia av företagsamhet. Historiskt förknippas företagsamheten i Aneby med trähustillverkning. Anebyhus grundades 1945 och dominerade länge näringslivet i kommunen. Hags, som tillverkar lekplatsutrustning och möbler för utemiljö, är också ett genuint Anebyföretag. På 2000-talet har Attends Healthcare (inkontinensprodukter) tagit över som den största privata arbetsgivaren. Under många år var också Lindahls slakteri, Sveriges största privatslakteri, en dominerande arbetsgivare, men det lades ner på 1980-talet.
Kommunen ligger väl över rikssnittet när det gäller andelen företagare  – 9.0%, jämfört med rikets 6.3% (2017) och har cirka 800 näringsverksamheter (varav ungefär 200 aktiebolag). Kommunen har stadigt legat i den övre tredjedelen i den rapport som utges av Svenskt Näringsliv angående vilka kommuner som erbjuder bäst företagsklimat. I tätorten finns en filial till Science Park i Jönköping där lokalbefolkningen kan få råd, stöd och erbjudas lokaler för att driva sina företag framåt.

### Företag i Aneby
| - Anebyhus (småhustillverkning) - Attends Healthcare AB (inkontinensprodukter) - DBK Scandinavia AB (produkter inom elvärme) - Hags (utrustning för lekplatser och utemiljöer) - Lövsta Trähus (småhustillverkning) | - Sealed Air (förpackningar med luft och plast) - Prozink (varmförzinkning) - Balticum Frinab (containertillverkning) |

### Bankväsende
Ortens sparbank var Sparbanken i Hullaryd, från 1956 kallad Hullaryd-Aneby sparbank. Den uppgick 1969 i Jönköpings läns sparbank, som senare blev en del av Swedbank.
I början av 1920-talet hade Aneby två privata bankkontor tillhörande Smålands enskilda bank och Nordiska handelsbanken. Vid början av år 1926 tog Smålandsbanken över Nordiska handelsbankens kontor på orten. Smålandsbanken blev senare Götabanken och kontoret lades mer tiden ner.
År 2019 lade Swedbank ner kontoret i Aneby som därmed stod utan bankkontor.

## Utbildning
Trots sin blygsamma storlek så fanns redan under början av 1800-talet viss skolverksamhet inom socknens gränser vilken då drevs av kyrkan i Bredestad. Officiellt började dock inte skolverksamheten förrän 1847, fem år efter föreskriften att alla församlingar skulle ha var sin folkskola och inhystes då på andra våningen i sockenstugan. I själva Aneby fanns dock inte en skola förrän 1913, vilken står kvar än idag vid Storgatan och används som kulturskola. Det skulle dock dröja till början av 1960-talet innan Aneby fick en högstadieskola, Furulidskolan, vilket än idag är den enda högstadieskolan i kommunen . Furulidskolan blev år 2013 utsedd av Skolverket till Smålands bästa skola för kunskap med avseende till betygssnittet och antalet elever med godkänt i alla ämnen. Kommunen har för närvarande ingen egen gymnasieskola, utan hänvisar till de utbildningsplatser som finns i närliggande Jönköping, Tranås, Eksjö och Nässjö.

## Kultur

### Musik
Anebys kulturliv cirkulerar i stor del omkring det anrika konserthuset som färdigställdes 1929 under en tid när Aneby hade cirka 600 invånare och blev då landets andra konserthus. Endast Stockholms konserthus är äldre. Trots att konserthuset blev den huvudsakliga källan för kultur i tätorten var ekonomin under många år svår att få ihop, men har lyckats klara sig tack vare diverse statliga myndigheters bidrag och kommunens stöd. Konserthuset användes ursprungligen som en sal för musik och teater, men idag huvudsakligen för biografvisningar, samt Aneby jazzklubb vilken har funnits i orten i över 50 år (första konserten inträffade 1968). Klubben har haft storheter så som Roland Hanna, Ernie Wilkins och Scott Hamilton på besök under åren.

### Bibliotek
Aneby har sedan ett antal år ett bibliotek i tätorten som erbjuder böcker på ett flertal språk, ungdoms- och barnlitteratur, facklitteratur samt andra medieformer för utlåning. Biblioteket i Aneby var ett av landets första att införa Meröppet (låntagarna har nyckelkort och kan besöka biblioteket när som helst).

### Medier
Händelser i Aneby bevakas av lokala medier såsom Tranås Tidning, Höglandsnytt och public service-kanaler. Smålands-Tidningen har en lokalredaktion i tätorten.

## Bildgalleri

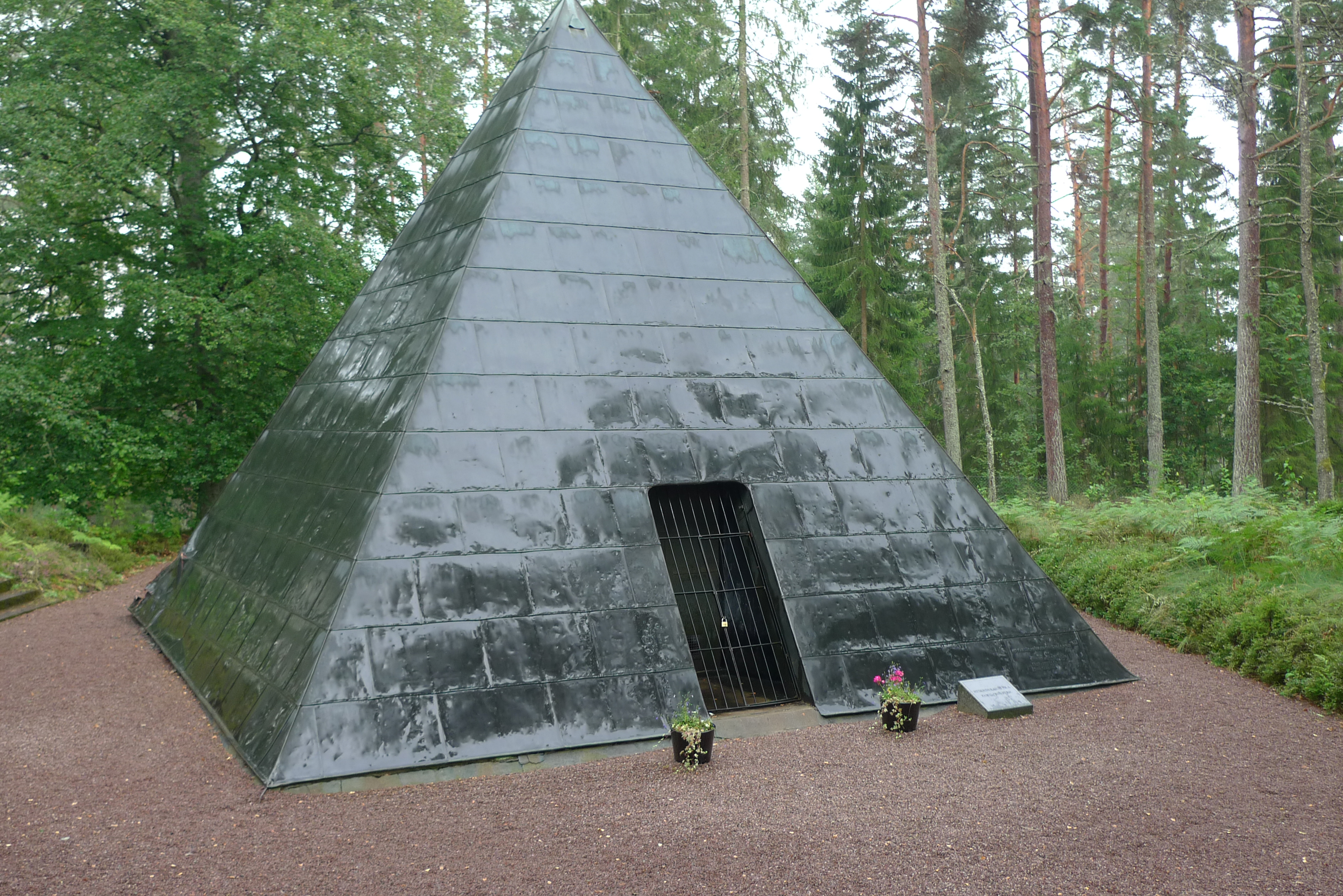
Gravpyramiden.
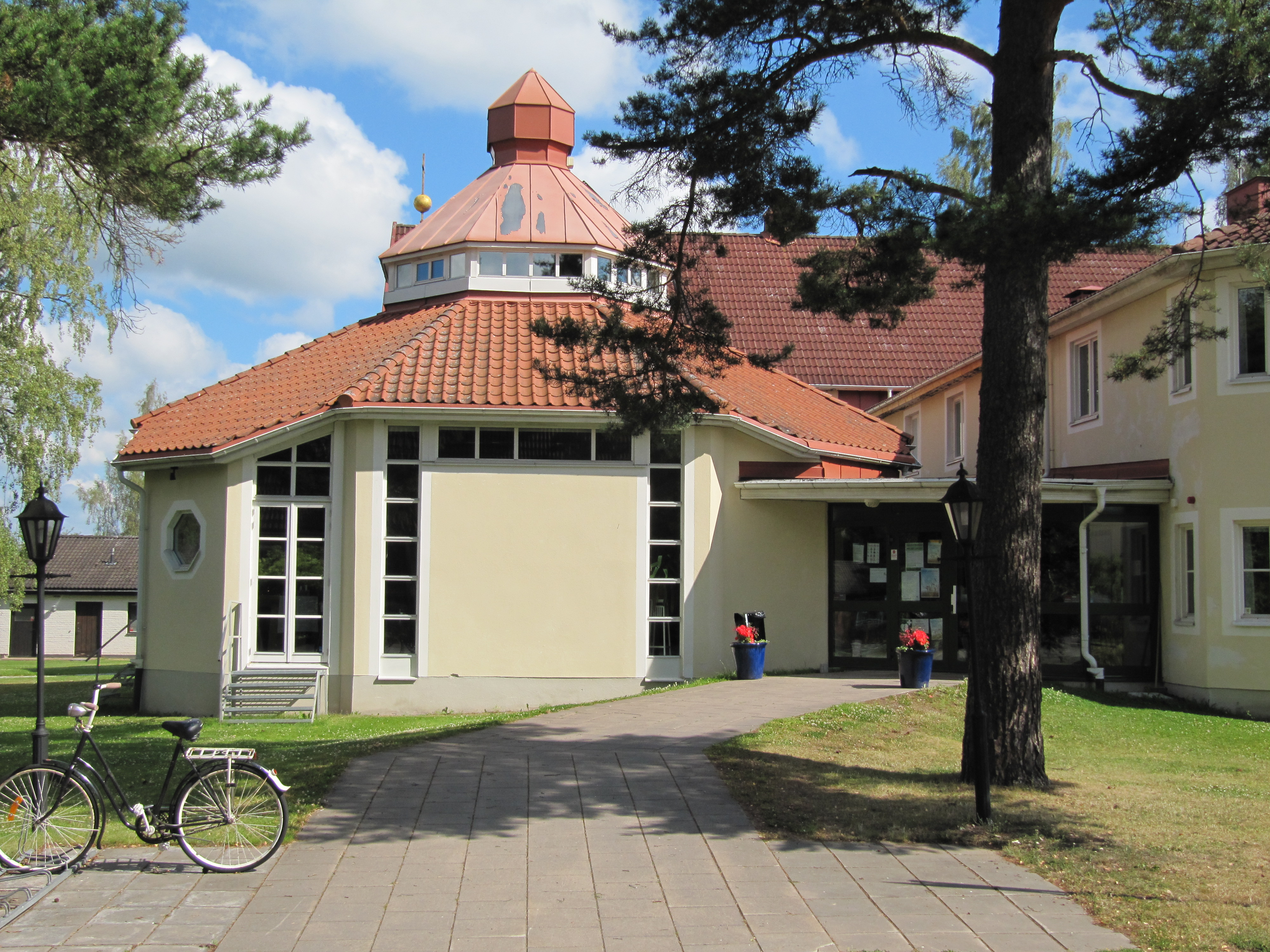
Aneby kyrka.
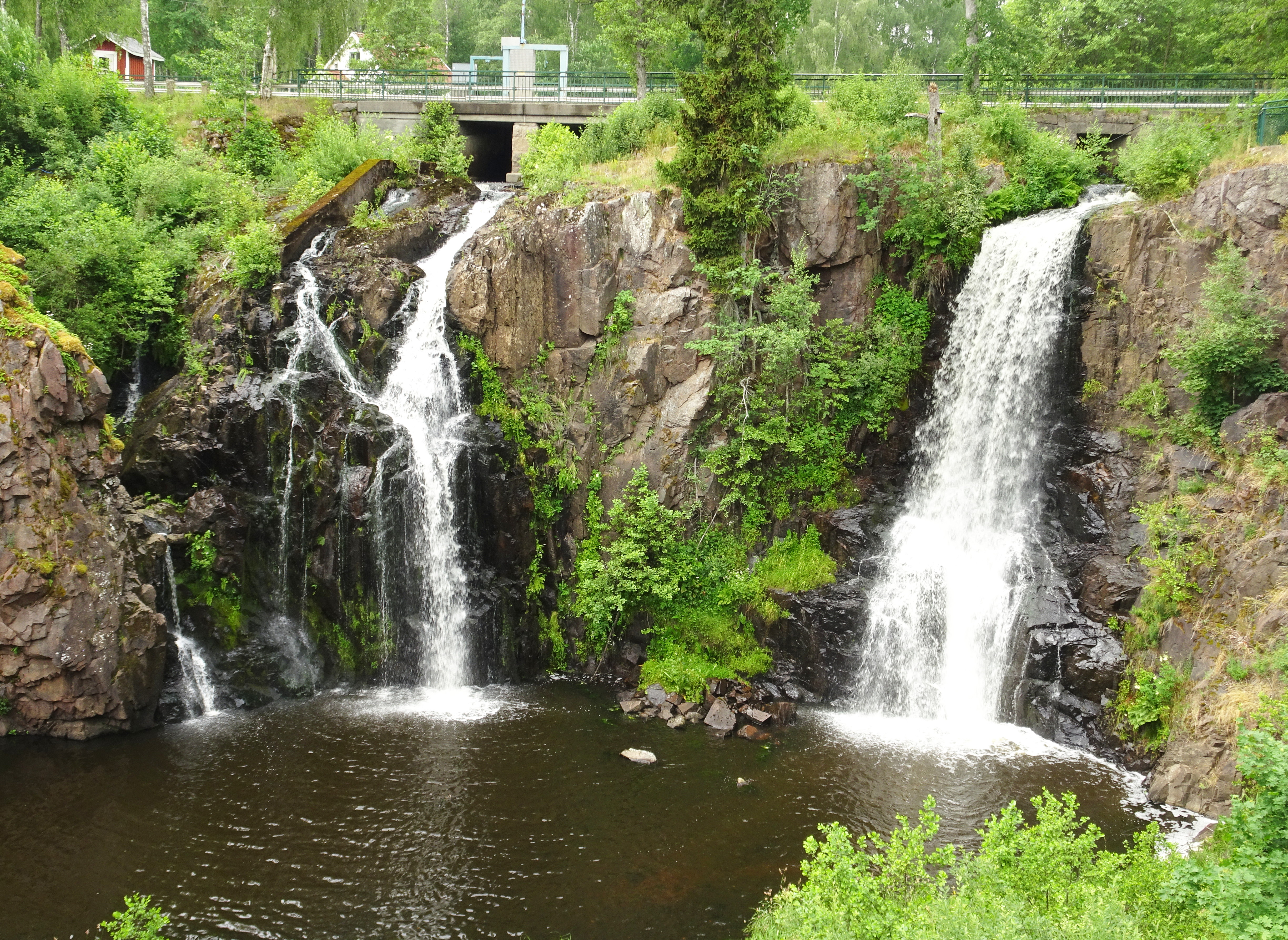
Vattenfallet Stalpet, direkt norr om Aneby.